# 톱 햇
《톱 햇》(Top Hat)은 1935년 개봉한 프레드 아스테어가 호라스 하드윅 (에드워드 에버렛 호튼)의 초청을 받아 런던으로 온 미국의 댄서 제리 트레버스 역을 맡은 스크루볼 코미디 영화다. 그는 데일 트레몬트 (진저 로저스)를 만나 그녀에게 호의를 받게 된다는 내용이다. 또한 이 영화는 하드윅의 비서를 맡은 에릭 블로어와 알베르토 베디니를 맡은 에릭 로데스, 마지 역을 맡은 헬렌 브로드윅이 출연하였다.
각본은 앨런 스코트와 드와이트 테일러가 맡았으며 감독은 마크 샌드리치가 맡았다. 음악은 어빙 벌린이 담당하였다. 이 영화에 나온 "Top Hat, White Tie and Tails" 와 "Cheek to Cheek"는 이후 유명곡이 되었다.
이 영화는 아스테어와 로저스 콤비의 영화 중에서 가장 성공하였으며 (아스테어의 영화 중에서는 《이스터 퍼레이드》 다음으로 성공하였다.) 1935년 미국 내 박스 오피스에서 2위를 차지하였다. 무용 비평가들 중에서는 이 영화를 아스테어와 로저스가 같이 출연한 영화 중에 가장 뛰어나다는 평가를 하였다.

## 줄거리
미국의 댄서 제리 트레버스 (프레드 아스테어)는 호라스 하드윅 (에드워드 에버렛 호튼)의 초청을 받아 런던으로 온다. 호텔에서 제리는 그의 탭 댄스를 보여주다가 아랫층에서 그 소리에 온 데일 트레몬트 (진저 로저스) 에게 한번에 반한다. 그녀도 그를 점점 좋아하게 된다.
데일은 그를 호라스로 착각하고 그녀의 친구인 마지 하드윅 (헬렌 브로드윅) 을 버리고 바람을 핀다고 여긴다. 제리가 런던에서 쇼를 하는 동안 그녀는 마지와 만나려고 이탈리아의 베니스로 건너간다. 제리는 호라스와 함께 베니스로 건너가고 데일의 의상 후원자 알베르토 베디니 (에릭 로데스)는 데일을 사랑해 호라스를 죽이겠다고 으름장을 놓는다.
결국 데일은 알베르토와 결혼하고 제리는 그날 자신이 호라스가 아니라고 말하면서 제리와 데일의 오해는 사라진다. 그들은 호텔의 축제에 간다. ("The Piccolino"는 여기서 나온다.) 그러나 데일은 이미 결혼을 하였는데 다행히 결혼할 때 목사는 가짜였다는 사실이 밝혀지면서 제리와 데일은 기뻐하면서 춤을 춘다.

## 캐스팅
- 프레드 아스테어 - 제리 트레버스
- 진저 로저스 - 데일 트레몬트
- 에드워드 에버렛 호튼 - 호라스 하드윅
- 에릭 로데스 - 알베르토 베디니
- 에릭 블로어 - 베이츠 (하드윅의 비서)
- 헬렌 브로드윅 - 마지 하드윅
- 루실 볼 - 꽃가게 점원
- 톰 리케츠 - 클럽 웨이터
- 지노 코라도 - 베니스 호텔에서의 매니저
- 찰리 홀 - 비트 파트
- 벤 홈즈 - (언급되지 않음)
- 도널드 믹 - (언급되지 않음)
- 레오나드 무디 - 꽃가게 판매원
- 데니스 오키프 - 엘리베이터 안내원 / 댄서

## 제작 과정
《톱 햇》은 1935년 4월 1일에 제작이 시작되어 제작비로 620,000 달러가 들게 되었다. 6월에 제작이 끝나 7월에 공개 시사회를 열게 되었다. 이후 마지막 장면들인 축제 장면, 곤돌라 장면이 편집되었으며 이후 4분이 더 편집되었다. 이후 3백만 달러를 벌어들어 《바운티 호의 반란》 이후 1935년 제작된 영화 중에 가장 많이 벌어들인 영화가 되었으며 또한 RKO에서 1930년대에 벌어들인 영화 중에 가장 많이 벌어들인 영화가 되었다.

### 각본
각본은 먼저 드와이트 테일러가 주요 각본가를 맡았는데 각본은 원래 아스테어와 로저스를 위해 지어졌다. 아스테어는 첫 번째 각본에 불평하면서, "이것은 《게이 디보시》와 똑같은 패턴이며, 내가 맡은 역할은 매력과 유머가 없는 불쾌한 젊은이다." 라고 말하였다. 이후 앨런 스코트가 감독인 샌드리치에게 고용되어 다시 각본을 쓰게 되었다. 이때 검열 당국이 베디니가 베니스의 호텔에서 데일에게 한 대사인 "남자에게 검을, 여자에게 채찍을 (For the men the sword, for the women the whip)"이라는 대사를 문제삼아 "여자에게 키스를, 남자에게 검을 (For the women the kiss, for the men the sword)" 이라고 바꾸었다. 개봉 이후 비평의 대상은 각본으로 가게 되었으며, 비평가들은 각본이 《게이 디보시》를 다시 쓴 것에 지나지 않다면서 비판하였다.

### 뮤지컬 작사 및 작곡
《톱 햇》의 음악은 어빙 벌린이 담당하였는데 그는 만약 영화가 $ 1,250,000 이상 벌면 그가 작곡한 곡의 저작권과 영화 흥행 수익의 10%를 받는다는 조건으로 계약을 맺었다. 처음 작곡된 8곡은 제외되었으며 그 중 한 곡인 "Get Thee Behind Me, Satan" 은 《폴로우 더 플릿》 (1936) 등에 쓰였다. 나머지 곡들은 이후 라디오 방송 《유어 히트 퍼레이드》에 선정되어 히트하였다.
그가 작곡한 "Top Hat, White Tie and Tails", "Cheek to Cheek"는 대성공을 거둬 어빙 벌린은 최고의 작곡가로 명성을 얻어 《홀리데이 인》 (1942) 등의 영화에 작곡을 하였다.

### 무대 디자인
영화에 나온 아르 데코 양식의 세트들은 영화 제작비의 가장 많은 부분을 차지하였다. 베니스 호텔 장면의 운하는 사운드 스테이지 건너에 지어졌다. 아스테어와 로저스는 "Cheek to Cheek"를 부를 때 운하에 있는 다리를 건너게 된다. 다리에 있는 거대한 광장은 "The Piccolino"에 쓰였다. 거대한 베니스 인테리어는 실물처럼 지어진 할리우드의 무대였다.
《톱 햇》의 무대는 캐롤 클라크가 담당하여 제8회 아카데미상 미술상 후보에 올랐다. 이후 클라크는 《오명》 등의 영화의 무대를 디자인하였다.

### 의상

#### 깃털 드레스
"Cheek to Cheek" 씬에서 로저스는 영화 내에서 알베르토 베디니가 디자인한 타조 깃털 드레스를 입는다. 그녀는 뒷날 자신이 직접 드레스를 선택하였다고 밝혔다. 아스테어는 그 드레스를 싫어하면서 "그것은 닭이 코요테에게 공격당하는 것 같았고, 나는 그렇게나 많이 깃털이 달려있는 것을 본 적이 없었다."라고 말하였다. 안무가 함스 팬은 그 때 아스테어가 로저스에게 화를 내었다고 하며 뒷날 아스테어는 이런 노래를 만들었다.
깃털, 나는 깃털이 싫어
깃털이 싫어서 말하기도 힘들어
내가 다시는 행복을 찾아내지 못할 것 같아
이 깃털들과 함께 뺨에 뺨을 맞대면서 춤을 추면— Cheek to Cheek에서 따온 가사

그 후 아스테어는 로저스를 '깃털'이라 불렀으며 자서전에서도 그렇게 서술하였다.

## 영화 음악
- 오프닝 시퀸스 - RKO의 로고가 지나고 나면 아스테어가 허리 아래만 보인 채 탭댄스를 춘다. 곧 프레드 아스테어라는 문자가 지나가면 로저스도 허리 아래만 보인채 나오며 둘이 춤을 추면서 실크 햇을 보여주면서 타이틀그래프가 나온다. 이런 시퀸스는 뒷날 아스테어와 로저스의 마지막 영화인 《브로드웨이의 버클리 부부》 (1949) 에 모방되었다.[18]
- No Strings - 제리가 하드윅의 호텔 방에 처음 들어갈 때, 먼저 하드윅은 그에게 결혼을 하라고 조언한다. 제리는 자신의 독신 생활이 더 좋아고 말한 후 노래를 부른다. 이 곡은 첫 각본가였던 드와이트 테일러가 고안한 것으로 제리는 노래를 두번 부른다.[19] 이후 제리가 춤을 춘 후 아래로 내려가 데일의 방으로 내려가고 데일의 얼굴로 가고 데일은 제리의 탭댄스에 화를 낸다.[20] 그녀가 호텔에 전화를 하자 호텔 직원은 하드윅에게 전화를 걸어 하드윅에게 시끄럽게 하지 말라고 하지만 하드윅은 제리가 탭댄스를 계속 추고 있어서 잘못 들어 1층으로 내려간다. 이윽고 데일이 오자 제리는 춤을 멈춘다. 이런 내용은 《게이 디보시》 (1934), 《로베타》 (1935) 등의 영화 전개처럼 아스테어가 로저스와 안 좋은 관계에 빠지고 그녀의 항의를 무산시킨다는 내용이 반복되고 있다.[4] 이후 제리는 데일의 잠을 방해하지 않겠다고 가루를 뿌리고 춤을 춘다. 이후 탭 소리가 나지 않자 하드윅도 잠들고 마침내 제리도 잠든다고 나온다. 이런 장면은 이후 많은 패러디를 낳았다.[21]
- Isn't This a Lovely Day - 데일이 공원에서 말을 타고 있을 때 천둥과 번개가 치자[22] 데일은 야외 음악당으로 피한다. 제리는 따라와 데일에게 구름과 강우에 관한 이야기를 꺼낸다. 이후 제리는 데일 뒤에서 노래를 부르고 춤을 춘다. 데일은 제리를 따라서 춤을 추기 시작한다.
- Top Hat, White Tie and Tails - 이 춤은 가장 뛰어난 아스테어의 솔로 댄스라 평가받고 있다.[23] 영화에 나온 장면들은 벌린이 1930년 밥 호프와 래리 에드럴이 출연한[8] 브로드웨이 극인 《스마일》에서 출연자 중에 한 명이 지팡이로 총처럼 쏘는 것에서 아이디어를 얻었다.[24] 샌드리치는 "우리는 이 장면을 한 장면처럼 만들었지만 사실 여러번 촬영하였다"고 당시 촬영 당시에 관해 말하였다.[25] 이 장면은 먼저 댄서들이 춤을 추기 시작하고 이윽고 제리에게 길을 준다. 제리는 노래를 부른 후 춤을 추기 시작하고 댄서들은 무대에서 사라진다. 아스테어는 탭 댄스를 추기 시작한다. 이후 즉흥 연기를 하는데 제임스 카그니는 이 장면에서 너무 즉흥 연기를 하였다고 지적하였다.[26] 이응고 다시 댄서들이 등장하면서 아스테어는 지팡이로 처음에는 그냥 총으로, 다음에는 기관단총, 그 다음에는 소총, 마지막으로 화살처럼 쓴 후 무대에서 인사를 한다.[27]
- Cheek to Cheek - 이 곡을 지을 때 어빙 벌린은 하루만에 가사를 다 지었는데, 이 곡은 그가 지은 곡 중 가장 긴 곡이다.[8] 그는 노래를 다루는 아스테어의 법을 인정하였다.[3] 제리의 노래가 끝나면 제리와 데일은 다리를 건너 댄스홀 근처로 가서 춤을 춘다. 이 춤은 그들이 추는 춤 중 가장 뛰어난 춤이라고 평가받는다.[28] 이후 그녀는 그를 사랑하게 되나 그가 유부남이라는 사실에 다시 화를 낸다.
- The Piccolino - 제리와 데일을 잡으러 로데스가 배를 타고 가다 길을 잃어버리고 둘은 호텔에서 여는 파티에 간다. 이때 나오는 곡이 'The Piccolino'이며 먼저 댄서들의 춤 장면, 그 다음에 데일이 노래를 부르는 장면, 그 다음 댄서들이 노래를 부르는 장면, 마지막으로 제리와 데일이 춤추는 장면으로 이어진다. 'The Piccolino'는 원래 더 길었으나 편집과정을 통해 많이 줄어들었다.

## 평가
《톱 햇》에 대한 평가는 긍정적이었다. 로스엔젤레스 이브닝 헤럴드 익스프레스 (Los Angeles Evening Herald Express) 에서는 "《톱 햇》은 어빙 벌린 작곡의 곡과 아스테어의 춤으로 톱 (Top, 최고)이다." 라고 평가하였다. 뉴욕 타임즈는 뮤지컬에 관한 면에서 찬사를 보냈으나, 줄거리에 관해 비판을 하였다. 버라이어티에서도 줄거리를 비판하였다.

## 수상
《톱 햇》은 아카데미상에서 작품상, 주제가상, 미술상, 안무상에 지명되었다. 또한 1990년, 미국 국립 영화 연구소에 보존되었다.

### 제8회아카데미상

#### 후보
- 작품상 - 판드로 S. 버만
- 주제가상 - Cheek to Cheek / 어빌 벌린
- 미술상 - 캐롤 클라크, 반 네스트 폴글라스
- 안무상 - 함스 팬

### 미국 영화 연구소선정
- AFI 선정 100대 영화 음악
  - Cheek to Cheek - 15위[33]
- AFI 선정 위대한 뮤지컬 영화 - 15위[34]

## 리메이크 뮤지컬
《톱 햇》은 뮤지컬로 새롭게 만들어져 2011년, 영국에서 공연을 선보였다. 데일 역에는 서머 스트렐런, 제리 역에는 톰 챔버스, 호라스 역에 마틴 볼이 선정되었다. 공연은 밀튼 키니스 극장에서 2011년 8월 19일에 선보였다.

## 오류
- 호라스 하드윅이 런던의 호텔에서 숙박할 때 제리는 방이 '304호'라고 하지만 이후 그들이 묶는 방은 '403호'로 바뀐다.[2]
- 제리는 'No String' 장면에서 바닥에 가루를 살짝 뿌리는데 다음 씬에 가루가 바닥에 많이 뿌려져 있다.[2]

## 패러디
- 1988년에 우디 앨런의 영화 《카이로의 붉은 장미》에서 "Cheek to Cheek"가 나온다.[36]
- 1999년에 영화 《그린 마일》에서 "Cheek to Cheekt"가 나온다.[37]

## DVD 출시

### 미국
2003년에 유니버설 스튜디오에서 '프레드 & 진저 콜렉션' (The Fred and Ginger Collection) 에 1편으로 나왔으며 2005년에는 디지털 복원판으로 워너 홈 비디오 (워너브라더스의 자회사)에서 '아스테어 & 로저스 콜렉션' (The Astaire & Rogers Collection) 에 1편으로 나왔다. 이 판에서는 아스테어의 딸인 아바 아스테어가 래리 빌먼과 함께 코멘터리를 맡았다.

### 한국
대한민국에서는 맥스엔터에서 '클래식 무비 콜렉션' 시리즈로 2007년 출시되었다. 이 판은 워너 홈 비디오에서 출시된 판을 가져왔다.

## 주해
1. ↑  Cheek to Cheek의 원래 가사는 "천국,난 천국에 있어. 심장 때문에 말하기도 힘들어. 내가 다시 행복을 찾아낸 것 같아. 뺨에 뺨을 맞대면서 춤을 추면"이다.
2. ↑  맥스엔터에서 출시된 DVD를 실행하면 워너 홈 비디오에서 출시된 DVD와 똑같은 화면이 나온다. 이 DVD는 영화 재생 시에는 자막이 나오나, 코멘터리 장면에서는 아바 아스테어의 말이 자막이 나오지 않은 채 영화의 대사만 자막으로 나오며 기타 영상에서는 자막이 나오지 않는다.